# نسيج خلالي

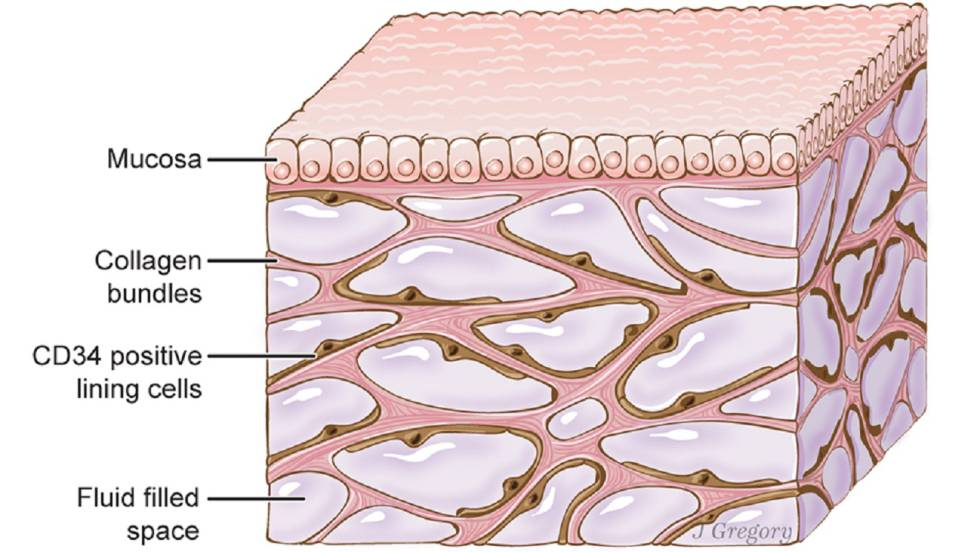

النسيج الخلالي أو نسيج بيني (بالإنجليزية: interstitium)‏ هو حيز متجاور مليئ بالسوائل، يقع بين حاجز هيكلي ما، مثل جدار الخلية أو الجلد، والهياكل الداخلية، مثل الأعضاء (بما في ذلك العضلات وجهاز الدوران). يُطلق على السائل الموجود في النسيج الخلالي «السائل الخلالي»،والذي يتكون من الماء ومواد مذابة، ويجري باتجاه الجهاز اللمفي.
يتكون الحيز الخلالي من الأنسجة الضامة والداعمة داخل الجسم - وتسمى الأنسجة البينية خارج الخلية - التي تقع خارج الأوعية الدموية والليمفاوية والنسيج الحشوي للأعضاء.

## البنية
الأجزاء غير السائلة للنسيج الخلالي هي في الغالب أنواع الكولاجين (I III V)والإيلاستين وغليكوز أمينوغليكان (glycosaminoglycans)، مثل حمض الهيالورونيك والبروتوغليكان التي ترتبط بشكل متقاطع لتشكيل شبيكة تشبه قرص العسل.
هذه المكونات الهيكلية موجودة لكل من النسيج الخلالي العام للجسم، وداخل الأعضاء الفردية، مثل القلب والكلى.

## الوظيفة
السائل الخلالي هو عبارة عن خزان ونظام لنقل المواد المغذية والمذابة، والتي يتم توزيعها بين الأعضاء، والخلايا، والشعيرات الدموية، من أجل الجزيئات التأشيرية للتواصل بين الخلايا، وللمستضدات والسيتوكينات المشاركة في التنظيم المناعي.
تختلف التركيبة والخصائص الكيميائية للسائل الخلالي بين الأعضاء وتخضع لتغيرات في التركيب الكيميائي أثناء الوظيفة الطبيعية، وكذلك أثناء نمو الجسم، وحالات الالتهاب، وتطور الأمراض، كما هو الحال في قصور القلب ومرض الكلى المزمن. 
يبلغ حجم السائل الكلي للنسيج الخلالي الطبيعي حوالي 20 ٪ من وزن الجسم، ولكن هذا يشغل حيز كبير وقد يتغير في الحجم والتكوين أثناء الاستجابات المناعية وفي حالات مثل السرطان، وخاصة داخل النسيج الخلالي للأورام.تتراوح كمية السائل الخلالي من حوالي 50 ٪ من وزن الأنسجة في الجلد إلى حوالي 10 ٪ في العضلات والهيكل العظمي.

## أبحاث
تشير الأبحاث الأولية التي أجريت على النسيج الخلالي عند الأشخاص المصابين بأمراض الرئة وأمراض القلب والسرطان وأمراض الكلى واضطرابات المناعة والتهاب دواعم السن إلى أن السائل الخلالي والجهاز اللمفاوي هما من المواقع التي قد تنشأ أو تتطور فيها آليات المرض.
في عام 2018، تم التعرف على النسيج الخلالي في أنسجة القناة الصفراوية ودراستها باستخدام التنظير الداخلي بالليزر المتحد البؤر وحقن فلوريسئين. تم الإبلاغ عن جزء فرعي مجهري من النسيج الخلالي، والذي يتراوح عمقه بين 60 و70 ميكرومتر (0.0024 - 002828) ومليء باللمف، كما تم الإبلاغ عن أنه يصب في الغدد الليمفاوية، ويتم دعمه هيكلياً بواسطة شبكة من الكولاجين.